# Кравченко, Анжела Алексеевна
Анже́ла Алексе́евна Кра́вченко (укр. Анжела Олексіївна Кравченко; род. 25 января 1971) — украинская легкоатлетка, специалистка по бегу на короткие дистанции. Выступала за сборную Украины по лёгкой атлетике в 1994—2008 годах, обладательница бронзовой медали Игр доброй воли в Санкт-Петербурге, серебряная призёрка Всемирной Универсиады в Катании, победительница Кубка Европы, многократная победительница и призёрка первенств национального значения, участница летних Олимпийских игр в Сиднее.

## Биография
Анжела Кравченко родилась 25 января 1971 года. Занималась лёгкой атлетикой в Донецке.
Первого серьёзного успеха на международном уровне добилась в сезоне 1994 года, когда вошла в состав украинской сборной и выступила на Кубке Европы в Бирмингеме, где вместе с соотечественницами одержала победу в зачёте эстафеты 4 × 100 метров. Позднее в той же дисциплине взяла бронзу на Играх доброй воли в Санкт-Петербурге, бежала 100 метров и эстафету 4 × 100 метров на чемпионате Европы в Хельсинки.
В 1997 году стартовала в дисциплине 60 метров на чемпионате мира в помещении в Париже. В дисциплинах 100 и 200 метров победила на чемпионате Украины в Киеве. Стартовала на дистанции 100 метров и в эстафете 4 × 100 метров на чемпионате мира в Афинах. Будучи студенткой, представляла страну на Всемирной Универсиаде в Катании — в программе 100-метрового бега завоевала серебряную награду, уступив лишь гречанке Екатерине Тану.
В 1998 году в беге на 60 метров дошла до полуфинала на чемпионате Европы в помещении в Валенсии. В беге на 100 метров защитила звание чемпионки Украины, с личным рекордом 11,16 финишировала седьмой на чемпионате Европы в Будапеште. В Будапеште также заняла четвёртое место в эстафете 4 × 100 метров.
В 1999 году в третий раз выиграла чемпионат Украины в беге на 100 метров, бежала эстафету 4 × 100 метров на чемпионате мира в Севилье.
В 2000 году в дисциплине 60 метров стала четвёртой на чемпионате Европы в помещении в Генте. Благодаря череде успешных выступлений удостоилась права защищать честь страны на летних Олимпийских играх в Сиднее — в дисциплине 100 метров остановилась на стадии четвертьфиналов, тогда как в эстафете 4 × 100 метров дошла со своей командой до полуфинала.
В 2001 году бежала 60 метров на чемпионате мира в помещении в Лиссабоне.
В 2002 году в шестой раз подряд стала чемпионкой Украины в беге на 100 метров, стартовала на чемпионате Европы в Мюнхене, где в зачёте эстафеты 4 × 100 метров показала пятый результат.
На чемпионате мира 2003 года в Париже в дисциплине 200 метров и в эстафете 4 × 100 метров стала шестой и четвёртой соответственно.
В 2004 году на Кубке Европы в Быдгоще была третьей в беге на 200 метров и в эстафете 4 × 100 метров. В качестве запасной бегуньи присутствовала в украинской эстафетной команде на Олимпийских играх в Афинах, хотя выйти здесь на старт ей не довелось.
Завершила спортивную карьеру по окончании сезона 2008 года.